# Blackburn Firebrand
Блекберн B-37 «Фаєбренд» (англ. Blackburn B-37 Firebrand) — британський палубний винищувач-торпедоносець, що перебував на озброєнні військово-повітряних сил ВМФ Британії після Другої світової війни. Літак розроблявся як винищувач, але через передачу двигунів Napier Sabre на виробництво винищувачів Hawker Typhoon, почав використовувати потужніші, що дозволило використати додаткову потужність для добавлення підвісного торпедного і ракетного озброєння.

## Історія

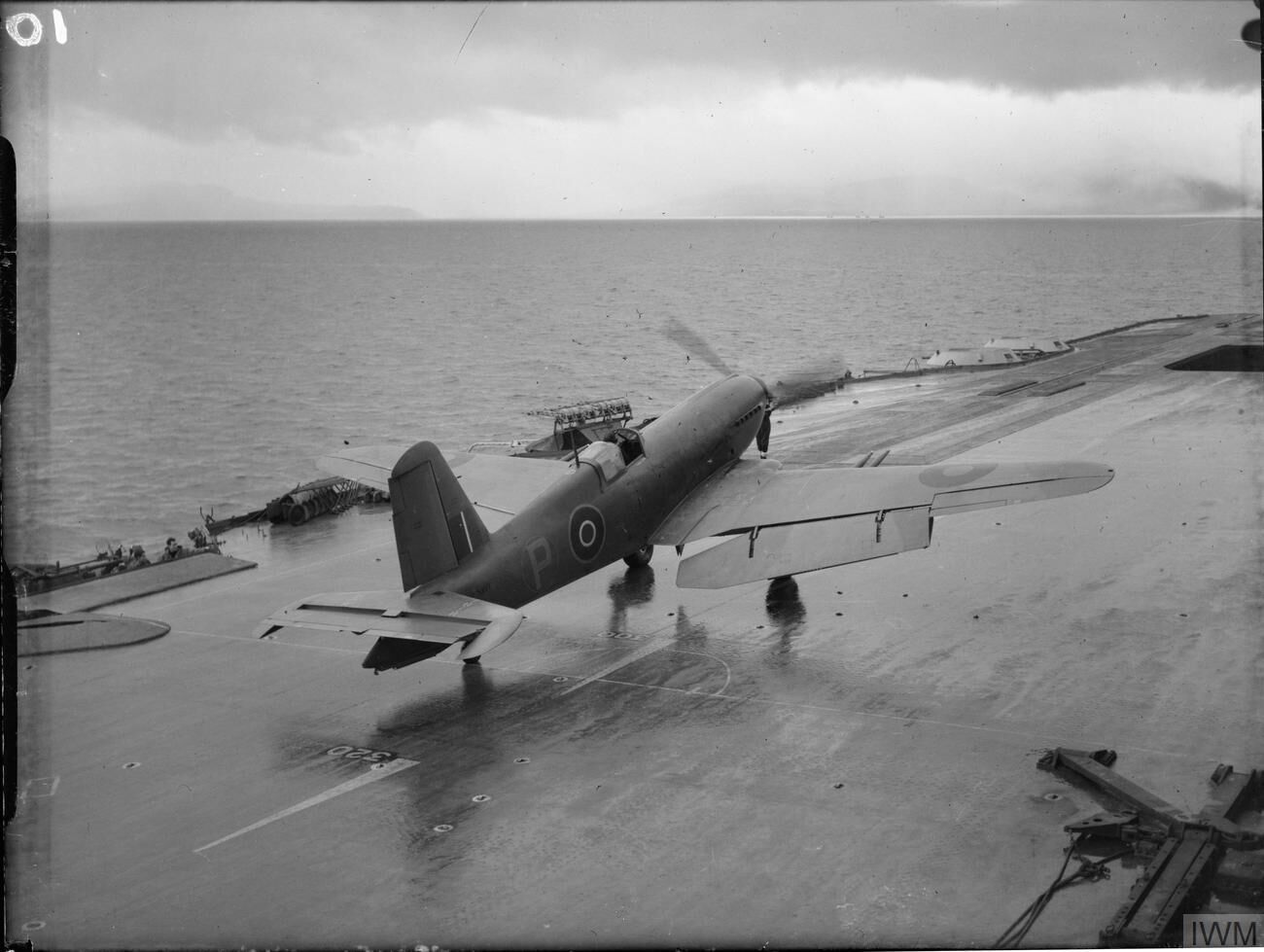
Firebrand на борту «Іластріас» під час випробувань.

Розробка нового перспективного палубного винищувача B-37 «Фаєбренд» почалась ще в грудні 1939 році, коли міністерство авіації видало специфікацію N.9/39 на одномісний винищувач. Наступного року специфікацію замінили на N.11/40 в рамках якої, в січні 1941 року, в компанії Blackburn Aircraft було замовлено виготовлення трьох прототипів, які отримали військове позначення «Фаєбренд» (англ. Firebrand) в липні того ж року. Перший прототип не мав озброєння але був готовий вже через рік, і 27 лютого 1942 року лейтенант флоту Артур Томпсон вперше підняв його в повітря. Другий прототип вже оснащувався двома 20 мм гарматами в кожному крилі і мав кріплення для двох 227 кг бомб. Він здійнявся в повітря 15 липня, а майже аналогічний третій — 15 вересня. Всі три прототипи, і перші 9 серійних літаків, оснащувались двигунами Napier Sabre III потужністю 2305 к.с.
В лютому 1943 року другий прототип перекинули на борт авіаносця «Іластріас» для продовження випробувань. Літак зазнав аварії при посадці і його відновили в вигляді торпедоносця «Фаєбренд» TF.II. Центральну частину крила розширили на 46 см, що б встановлена торпеда не перешкоджала висувному шасі. В такому вигляді літак піднявся в повітря 31 березня 1943 року, після чого було видано замовлення на 12 таких літаків. Всі вони надійшли на озброєння 708-ї ескадрильї флотської авіації для ознайомлення, і ця ескадрилья стала єдиною яка отримала «Фаєбренди» під час Другої світової війни, хоча і не використовувала їх в боях.
В 1943 році командування вирішило використовувати всі двигуни Napier Sabre для виробництва винищувачів Hawker Typhoon, а для «Фаєбренду» виділили двигуни Bristol Centaurus VII потужністю 2400 к.с. Літаки з цим двигуном отримали позначення «Фаєбренд» TF.III, і перший прототип здійнявся в повітря 21 грудня 1943 року. Ця модифікація не була стійкою при зльоті, і тому наступна — «Фаєбренд» TF.4 отримала помітно збільшено кіль і руль напрямку. Окрім цього «Фаєбренд» TF.4 мав повітряні гальма і міг переносити дві бомби по 910 кг під крилами. Перший прототип здійнявся в повітря 17 травня 1945 року, але на озброєння надійшов тільки 1 вересня, коли ними було оснащено 813-у ескадрилью.
Останніми модифікаціями стали TF.5 і TF.5A які відрізнялись будовою елеронів і невеликими аеродинамічними покращеннями. Вони надійшли на озброєння 813-ї і 827-ї ескадрилей. В 1952-53 роках всі «Фаєбреднди» були замінені на Westland Wyvern.

## Модифікації
- Blackburn B-37 — три прототипи розроблені за специфікацією N.11/40. Другий прототип був перероблений в прототип для TF.II.
- Firebrand F.I — серійний варіант палубного винищувача, оснащувався двигунами Napier Sabre III потужністю 2305 к.с. З замовлених 50 в цьому варіанті було виготовлено тільки 9.
- Firebrand TF.II — серійний варіант винищувача-торпедоносця. 12 побудовано.
- Firebrand TF.III — оснащувався двигунами Bristol Centaurus VII потужністю 2400 к.с. Побудовано 2 прототипи і 27 серійних літаків.
- Firebrand TF.4 — оснащувався двигунами Bristol Centaurus IX/57 потужністю 2520 к.с. З замовлених 250 було виготовлено 170, з яких в свою чергу 124 були модифіковані до TF.5.
- Firebrand TF.5 — варіант TF.4 з зміненими елеронами і керуючими поверхнями. 124 конвертовано з TF.4, два конвертовано в TF.5A.
- Firebrand TF.5A — варіант TF.4 з покращеною аеродинамікою.

## Тактико-технічні характеристики (TF.5)

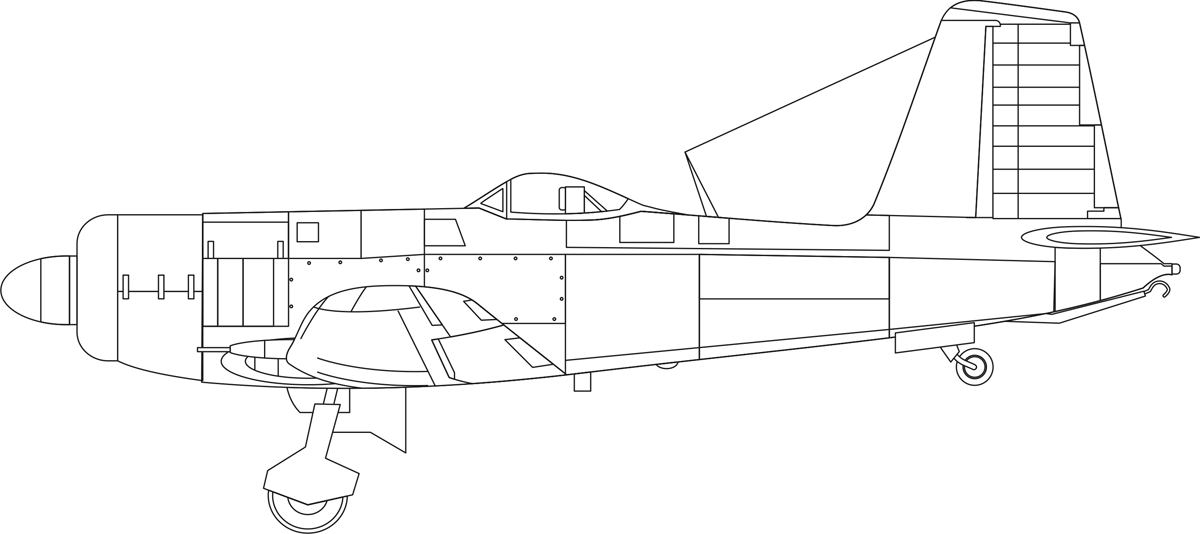

Дані з Consice Guide to British Aircraft of World War II

### Технічні характеристики
- Екіпаж: 1 особа
- Довжина: 11,81 м
- Висота: 4,04 м
- Розмах крила: 15,63 м
- Площа крила: 35,58 м ²
- Маса порожнього: 5368 кг
- Максимальна злітна маса: 7938 кг
- Двигун: Bristol Centaurus IX/57
- Потужність: 2520 к. с. (1879 кВт.)

### Льотні характеристики
- Максимальна швидкість: 547 км/год (на висоті 3960 м.)
- Крейсерська швидкість: 412 км/год
- Практична дальність: 1191 км
- Практична стеля: 8685 м

### Озброєння
- Гарматне:
  - 4 × 20-мм гармати Hispano-Suiza HS.404 в крилах
- Бомбове навантаження:
  - 1 × 839 кг торпеда або
  - 2 × 908 кг бомб або
  - 16 × ракет RP-3